# Henricus Adrianus Josephus Maria Heijmeijer
Henricus Adrianus Josephus Maria Heijmeijer (Amsterdam, 21 november 1892 - aldaar, 10 maart 1966) was een zakenman en consul. Henricus Heijmeijer voerde de titel heer van Heemstede en noemde zich daarom ook Heijmeijer van Heemstede. Hij was eigenaar van kasteel Heemstede bij Utrecht.

## Familie
Heijmeijer was lid van de in het Nederland's Patriciaat opgenomen familie Heijmeijer. Zijn vader was Lambertus Josephus Heijmeijer, heer van Heemstede (1861-1932), oprichter van de Vereenigde Jute en Cocosfabrieken en sinds 1919 eigenaar van kasteel Heemstede. Zijn moeder was Alida Antonia van Haare (1865-1951). Hij trouwde in 1930 met Dorothea Hemelrijk (1905-1986) met wie hij vier kinderen kreeg.

## Biografie
Heijmeijer werd opgeleid aan het Canisius College van de paters Jezuïeten te Nijmegen waarna hij zijn afsluitende diploma behaalde aan de Textielschool te Enschede. In 1912 werd hij directeur van de Apeldoornsche Cocosfabriek, een van de bedrijven van de N.V. de Verenigde Jute- en Cocosfabrieken. Na het overlijden van zijn vader werd hij president-directeur van de N.V. de Vereenigde Jute- en Cocosfabrieken van L.J. Heijmeijer te Amsterdam en de Verenigde Fabrieken van L.J. Heijmeijer N.V. Hij was consul van Estland van april 1926 tot februari 1929. Henricus Heijmeijer was lid van de Kamer van Koophandel te Amsterdam.

## Erefunctie en onderscheidingen
Hij werd in 1928 tot Ere-kamerheer met Kap en Degen van de paus benoemd. Heijmeijer deed daarna zo mogelijk ieder jaar een week dienst als kamerheer in het Vaticaan. Ook was hij commandeur in de Orde van het Heilige Graf van Jeruzalem en Ridder in de Orde van Sint-Jan van Lateranen.